# Força Nacional Democràtica
La Força Nacional Democràtica (birmà: အမျိုးသားဒီမိုကရေစီအင်အားစု, ʔəmjóðá dìmòkəɹèsì ʔɪ̀ɴʔázṵ), també coneguda com a Front Democràtic Unit; abreujat NDF) és un partit polític de Myanmar format pels antics membres de la Lliga Nacional per la Democràcia (NDL) que escolliren presentar-se a les eleccions generals de 2010 a Myanmar.
La FND va ser un dels tres partits polítics, juntament amb el Partit Unió, Solidaritat i Desenvolupament (USDP) i el  Partit d'Unitat Nacional (NUP), que es presentaren a les eleccions en tot el territori nacional. L'adopció de NDF del barret pagès de bambú, que és el símbol tradicional de la NLD, ha creat certa controvèrsia. Després de les eleccions, Thein Nyunt, Kyi Myint, membres de la Pyithu Hluttaw, i Phone Myint Aung de l'Amyotha Hluttaw s'escindiren del partit i crearen el Nou Partit de la Democràcia Nacional. Al desembre de 2011, un altre membre de l'Aymotha Hluttaw, Myat Nyana Soe, va renunciar al partit i es va unir a la NLD. Després de les eleccions parcials de Myanmar de 2012, dos diputats de la NDF, Than Win i Khin Maung Win, també s'uniren a la NLD.
El líder del partit Than Nyein va morir de càncer de fetge a l'Hospital Pinlon de Yangon el 21 de maig de 2014. 275 candidats van competir sota el lideratge de Khin Maung Swe a les eleccions generals de Myanmar de 2015 però cap d'ells en fou escollit arreu del país.

## Plataforma
La NDF és un partit social liberal que busca promoure les llibertats individuals i una economia de mercat sota reglament estatal. El partit dona suport als drets humans i civils i creu que les qüestions polítiques ètniques s'han de resoldre juntament amb les de la democràcia i els drets humans. El partit fomenta el desenvolupament de les organitzacions de la societat civil.